# パウエル郡 (モンタナ州)
パウエル郡（英: Powell County）は、アメリカ合衆国モンタナ州にある郡。2005年の推定人口は6,999人で、郡庁所在地はディアロッジ (Deer Lodge) である。
郡名は、探検家で初期の環境保護主義者だったジョン・ウェスレー・パウエルと、彼に因んだパウエル山から名づけられた。

## 歴史
パウエル郡は1901年に設立された。

## 地理
アメリカ合衆国国勢調査局によると、この郡は総面積6,042 km2 （2,333 mi2）である。このうち6,024 km2 （2,326 mi2）が陸地で、17 km2 （7 mi2）が水地域である。総面積の0.29%が水地域となっている。

### 隣接する郡
- フラットヘッド郡（北）
- ルイスアンドクラーク郡（東）
- ジェファーソン郡（南東）
- ディアロッジ郡（南）
- グラニット郡（南西）
- ミズーラ郡（北西）

### 郡内の国立保護区
- ビーヴァーヘッド・ディアロッジ国有林（部分管轄）
- フラットヘッド国有林（部分管轄）
- グラント・コース・ランチ国立史跡
- ヘレナ国有林（部分管轄）
- ロロ国有林（部分管轄）

## 人口動静

2000年人口ピラミッド

2000年国勢調査で、この郡は7,180人、2,422世帯、及び1,634家族が暮らしている。人口密度は1/km2 （3/mi2）で、0/km2 （1/mi2）の平均的な密度に2,930軒の住居が建っている。この郡の人種的構成は白人92.52%、アフリカン・アメリカン0.50%、先住民3.51%、アジア系0.43%、その他の人種0.74%、及び混血2.30%で、人口の1.95%がヒスパニックまたはラテン系である。人口のうち25.0%がドイツ系、13.6%がアイルランド系、9.7%がイングランド系、7.4%がアメリカ系、5.8%がノルウェー系移民の子孫である。
2,422世帯のうち、29.50%は18歳未満の子供と暮らしており、55.50%は夫婦で生活している。7.70%は未婚の女性が世帯主であり、32.50%は家族以外の住人と同居している。28.60%は独身の居住者が住んでおり、13.30%は65歳以上で独居である。1世帯あたりの平均人数は2.39人であり、家庭の場合は2.93人である。
郡内の住民は21.20%が18歳未満の未成年、18歳以上24歳以下が7.80%、25歳以上44歳以下が30.80%、45歳以上64歳以下が26.20%、及び65歳以上が14.00%にわたっている。中央値年齢は40歳である。女性100人ごとに対して男性は143.20人いて、18歳以上の女性100人ごとに対して男性は151.40人いる。
この郡の世帯ごとの平均的な収入は30,625米ドルであり、家族ごとでは35,836米ドルである。男性の26,366米ドルに対して女性は20,457米ドルの平均的な収入がある。この郡の一人当たりの収入（per capita income）は13,816米ドルである。人口の12.60%及び家族の10.20%は貧困線以下である。18歳未満の16.20%及び65歳以上の6.00%は貧困線以下の生活を送っている。

## コミュニティー

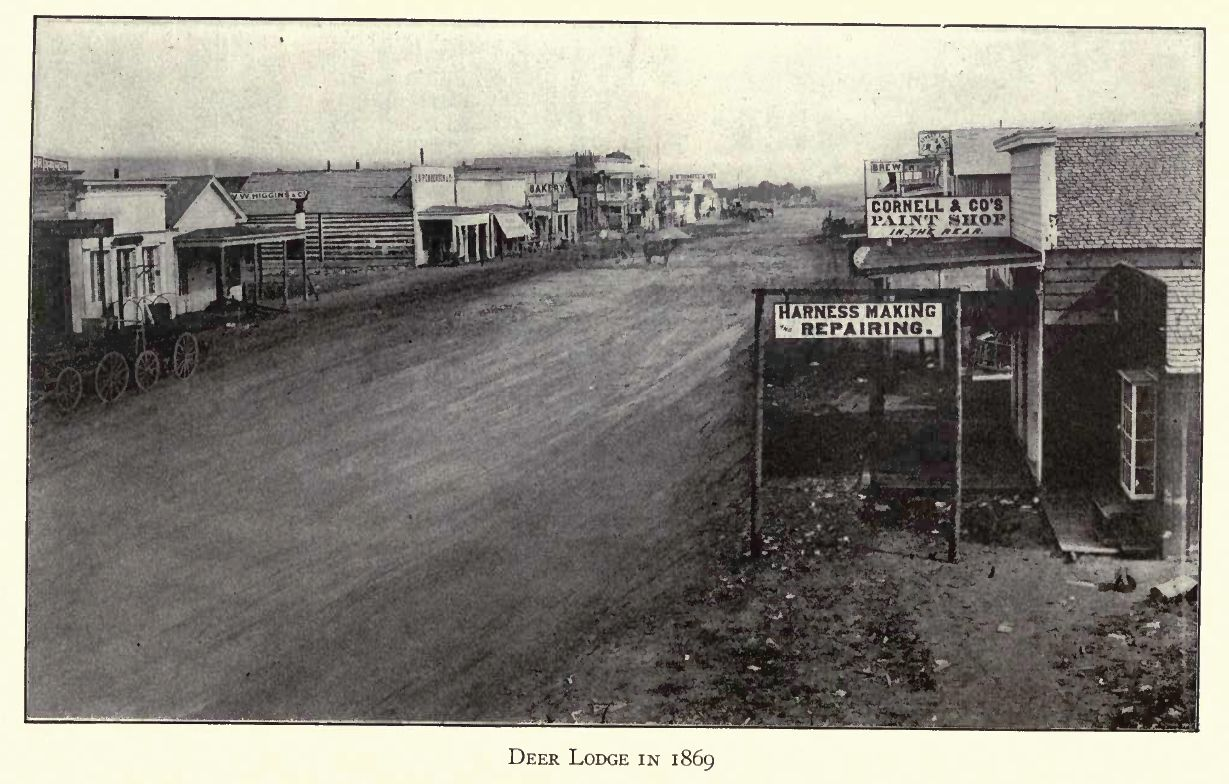
1869年のディアロッジ

都市
- ディアロッジ（郡庁所在地）

国勢調査指定地域
- エイヴォン（en:Avon, Wyoming）
- エリストン（en:Elliston, Wyoming）
- ギャリソン（en:Garrison, Wyoming）
- オヴァンド（en:Ovando, Wyoming）